# باول إي. غرين
باول إي. غرين (بالإنجليزية: Paul E. Green)‏ هو اقتصادي أمريكي، ولد في 4 أبريل 1927، وتوفي في 21 سبتمبر 2012.